# Daniel Meilleur
Daniel Meilleur, né le 8 septembre 1951 à Thetford Mines et mort le 9 novembre 2024 à Valleyfield un metteur en scène québécois, cofondateur de la compagnie de théâtre Les Deux Mondes.

## Biographie

### Contexte familial, premières expériences théâtrales et études
C'est au sein d'une famille de huit enfants que naît Daniel Meilleur, dans la ville minière de Thetford Mines, en 1951 (16 000 habitants). Son père qui a été mineur durant plus de cinquante ans  a pris part à la grève de l'amiante, deux ans auparavant. En 1970, il se joint à la troupe locale Les Cabotins, formée depuis peu, où il joue dans une pièce de Molière. C’est à l’Université du Québec à Montréal, où il s’est inscrit l’année suivante en animation culturelle puis art dramatique, qu’il fait la rencontre, déterminante, de la comédienne  Monique Rioux, qui y enseigne l’expression dramatique. Avec celle-ci, ainsi qu’avec la comédienne France Mercille et la sociologue Jeanne LeRoux, il est l’un des membres-fondateurs, en 1973,  de la compagnie de théâtre et groupe de recherche La Marmaille,, qui  deviendra Les Deux Mondes, en 1993.  Il évoluera au cours des quatre décennies suivantes dans cette compagnie de création qui marquera le paysage théâtral québécois par son esprit d’innovation, d’abord comme comédien, parfois co-auteur, puis metteur en scène et codirecteur artistique, jusqu’en 2013.

### Metteur en scène et directeur artistique
Il signe sa première mise en scène en 1981: Pleurer pour rire de Marcel Sabourin connaît plus de 600 représentations, jusqu'en 1988. En 1986, Il propose au dramaturge Michel Marc Bouchard un travail de revisitation des contes qui mène, quelques années plus tard et à la suite du travail expérimental auquel se livrent l’auteur mais aussi le scénographe Daniel Castonguay et le compositeur Michel Robidoux, à la création de l’Histoire de l’oie, en 1991. Ce spectacle emblématique de la compagnie, dont il a dirigé les ateliers exploratoires et signé la mise en scène, est joué en français, en anglais, en allemand et en espagnol par l'équipe québécoise à 546 reprises dans 15 pays, jusqu'en 2007.
La décennie 90 est marquée par une présence grandissante des Deux Mondes sur la scène internationale et l'inclusion du multimédia au service d'un propos dramaturgique. Les recherches et répétitions qu’il dirige conduisent à la création de spectacles où il agit comme co-idéateur, co-concepteur visuel et metteur en scène. Ceux-ci appartiennent en quelque sorte à un nouveau cycle où images vidéo et musique occupent une grande place,, dans des productions théâtrales dont le texte ne constitue pas le point de départ obligé mais davantage un aboutissement― c’est plutôt la musique qui est à l’origine de Leitmotiv ,, et des jouets animés pour Mémoire vive,. Le concepteur vidéo Yves Dubé et le compositeur Michel Robidoux, devenu codirecteur artistique de la compagnie depuis 1989, sont étroitement associés à ce cycle,
En 1997, il met en scène le spectacle de l’auteur-compositeur-interprète Jean-Pierre Ferland Yes l'univers! présenté au Casino de Montréal.  La même année, il obtient une bourse du Conseil des arts et des lettres du Québec qui le conduit dans plusieurs pays européens, dont l'ex-Yougoslavie, pour approfondir une réflexion sur les liens entre le théâtre et la politique.
Certains spectacles que Daniel Meilleur met en scène offrent la particularité d'être joués tout à la fois devant des salles constituées d’adultes ou de jeunes spectateurs,,  dans leur capacité d’entendement respectif, en s’inscrivant à l’enseigne de la poésie. Ils demeurent par ailleurs en prise sur les réalités d’aujourd’hui et traduisent les préoccupations, de portée sociale qui sont les siennes : Parasols fait état de l’asservissement au travail des enfants dans les pays pauvres,, le poids des traditions et les mutilations rituelles sont au cœur des Nuages de terre, L’Histoire de l’oie  traite de la transmission de la violence, d’une génération à l’autre,, et Mémoire vive relie la vie privée et la grande Histoire en donnant à voir l’existence d’une femme qui a traversé le XXe siècle,. Leitmotiv, qui s’adresse à un public adulte, a  pour sujet la guerre,.
Les spectacles que Daniel Meilleur a mis en scène ont été vus dans une trentaine de pays,.

## Principales réalisations comme metteur en scène ou co-metteur en scène avec Les Deux Mondes
Pleurer pour rire (1981-1988) de Marcel Sabourin; 600 représentations
- Chalmers Children Play Award, 1983 (Décerné par le Ontario Arts Council au meilleur spectacle jeune public)[44]

Parasols (1987-1988) de Louis-Dominique Lavigne et Daniel Meilleur, mise en scène avec Monique Rioux (122 représentations)
Terre promise / Terra promessa (1989-2000), scénario, mise en scène et conception scénique de Nino D'Introna, Daniel Meilleur, Graziano Melano, Giacomo Ravicchio, Monique Rioux et Michel Robidoux; co-création avec le Teatro dell'Angolo (Turin); 580 représentations
- Meilleure réalisation sonore, saison 1988-1989  (Décernés par l'Association québécoise des critiques de théâtre)

- Meilleure production jeunes publics (Décernés par l'Association québécoise des critiques de théâtre)

- Meilleure production visuelle et sonore, 1989 (Décerné par le Festival de Théâtre des Amériques)

- Premio Stregagatto, 1991 (Décerné par l'Office National Théâtral Italien)

L'Histoire de l'oie (1991-2007) de Michel Marc Bouchard; 547 représentations
- Meilleure production théâtrale de la saison 1991 (Décerné par Le Conseil des arts de la Communauté urbaine de Montréal)
- Meilleure œuvre de fiction, 1991 (Décerné par le Gala du livre du Saguenay-Lac-Saint-Jean)
- Meilleur texte créé à la scène, 1992 (Décerné par l'Association québécoise des critiques de théâtre)
- Meilleure production étrangère, 1992 (Décerné par l'Union des critiques et chroniqueurs de théâtre du Mexique)
- Prix du Gouverneur général du Canada pour les arts de la scène, 1993 (Décerné par le Centre national des Arts du Canada)
- Masque de la Production de l'année Jeunes publics
- Masque du Décor : Daniel Castonguay
- Masque de la Conception sonore : Michel Robidoux (Décernés en 1998 par l'Académie québécoise du théâtre pour la saison 1996-1997)

Les Nuages de terre (1994), de Daniel Danis, mise en scène avec Werewere Liking; co-création avec le Ki Yi M'bock (Abidjan)
Leitmotiv (1996-2005) drame musical de Michel Robidoux, Daniel Meilleur et Normand Canac-Marquis; 175 représentations
- Masque de la Contribution spéciale décerné à Michel Robidoux pour l'originalité de sa conception musicale (Décerné par l'Académie québécoise du théâtre en 1998)

- Prix RIDEAU de la Tournée, décerné en février 2001

Mémoire vive (2001-2012) de Daniel Meilleur et Normand Canac-Marquis; 288 représentations
- Masque de la Contribution spéciale décerné à Yves Dubé, André Houle, Guy Fortin et Michel Fordin pour la qualité de la production visuelle (Décerné par l'Académie québécoise du théâtre en 2002).
- Prix Rideau-OFQJ à Catherine Archambault pour la qualité de sa performance (Décerné par le Réseau indépendant des diffuseurs d'événements artistiques unis et l'Office franco-québécois pour la jeunesse au terme de la Bourse Rideau 2002)
- Prix Télé-Québec Coup de cœur du public pour « l'émotion suscitée par la pièce, ses effets visuels et sonores ainsi que pour la qualité de l'interprétation de Catherine Archambault et d'Isabelle Drainville » (Décerné par le Festival annuel d'innovation théâtrale, FAIT, pour l'édition 2002)
- 25th Dora Mavor Moore Award for Outstanding Touring Production in 2004 (General Theatre Category)[45]

2 191 nuits (2005-2007) de Philippe Ducros
Tout est encore possible (2009) de Lise Vaillancourt
Gold Mountain (2010-2013), de Kevin Wong et David Yip, coproduction: Unity Theatre, Liverpool (en)
1, 2, 3, nous avons des droits (2012-2013), adaptation théâtrale de Marcelle Dubois du livre-disque Droits d’enfants de Léopoldine Gorret et Denis Alber, coproduction: Compagnie de l'Ovale (Monthey)